# 大衛·馬田
大衛·愛德華·馬田（英語：David Edward Martin，1986年1月22日—），生於黑弗靈區的羅姆福德，是一名已退役的英格蘭足球運動員，司職門將。馬田曾是英格蘭U16、英格蘭U17、英格蘭U18和英格蘭U19的成員。
馬田是前韋斯咸球員艾雲·馬田的兒子和黑池球員祖·馬田的兄長。

## 球會生涯
馬田以青年隊球員的身份在熱刺展開其足球生涯，最初他是出任後衛。2003年，他轉投溫布頓，隨後在2004年8月球隊搬遷至米爾頓凱恩斯並重新命名為米爾頓凱恩斯。2004年，他首次代表球會上陣後，繼續得到25次上陣的機會，其中包括15場聯賽賽事。
馬田在利物浦經歷成功的試訓期後，於2006年1月12日正式加盟利物浦。2006年10月25日，他在聯賽盃對雷丁的賽事中雖然擔任後備，不過並未有上陣。他的首個球季主要在利物浦預備隊作賽，他正選上陣的13場賽事事中有8場沒有失球，因此成為了預備隊的常規正選球員。馬田曾因查理斯·伊坦積受傷而數次在一隊賽事中擔任後備，但並沒作任何入替。
2007年2月23日，他被外借至英乙球會阿克寧頓，為期一個月。然而，他在其處子戰對林肯城的賽事進行至5分鐘時已經腳踝受傷，在這之前他甚至還未碰過球，最終他不得不提早返回利物浦。馬田康復後，他又再前往艾克寧頓效力至季尾結束，他在回歸戰對托基聯的賽事中上陣，球隊最終以1-0的比分擊敗對手，免去了降班至全國聯的危機。
2007年11月6日，他在晏菲路球場對比錫達斯的歐聯分組賽賽事中擔任後備，球隊最終以8-0的比分大勝對手。2007/08球季，利物浦贏得英超預備組北部聯賽冠軍和英超預備組全國冠軍，馬田亦是其中的一員。2008年5月，他與球會續約至2010年6月。
2008年8月4日，馬田被利物浦外借至英甲球會李斯特城，為期6個月。8月12日，他在主場對史托港的賽事中首次代表球會上陣，球隊最終以1-0的比分勝出。12月，他在李斯特城的外借期被延長至季尾結束。2009年1月30日，上陣23場保持13場不失球的馬田希望正式加盟李斯特城。他總共上陣了25場聯賽賽事，雖使他協助球隊贏得冠軍並且升班英冠，不過他卻始終未能正式加盟。
利物浦領隊拉法埃爾·賓尼迪斯將馬田列入歐聯分組賽28人名單之中。
2009年10月16日，他被外借至燦美爾，為期一個月。馬田與球會門將勞基·丹尼爾斯競逐正選位置，馬田總共代表燦美爾上陣了3場聯賽賽事。11月26日，馬田被外借至列斯聯直至12月28日，雖然他的加盟取代了受傷的沙恩·希捷士，不過仍需要與卡斯柏·安基格倫競逐正選位置。2010年3月10日，打比郡門將史提芬·拜獲特在對雷丁的賽事中傷出，而替補門將梳爾·甸尼又於同一場賽事領紅，使馬田被外借至打比郡一個月。
2010年5月12日馬田確認於7月1日與利物浦約滿後重返母會米爾頓凱恩斯。

## 國際賽生涯
2003年，馬田代表英格蘭U17出戰歐洲U-17足球錦標賽。2005年，他代表英格蘭U19出戰歐洲U-19足球錦標賽，英格蘭U19在北愛爾蘭首府貝爾法斯特的溫莎公園球場對法國U19的賽事中不敵對手，而僅獲亞軍。他亦曾代表英格蘭U20上陣過一次。

## 榮譽
李斯特城
- 英甲冠軍：2008-09；

利物浦
- 英超預備組北部聯賽冠軍：2007-08；
- 英超預備組全國冠軍：2007-08；

## 外部連結
- （英文）Thisisanfield.com player profile （页面存档备份，存于）
- （英文）Liverpool FC profile
- （英文）Profile at LFCHistory.net （页面存档备份，存于）
- （英文）足球数据库：大衛·馬田的球员统计数据